# Memorial Rik Van Steenbergen 2022
Il Memorial Rik Van Steenbergen 2022, ventiquattresima edizione della corsa e valida come prova dell'UCI Europe Tour 2022 categoria 1.1, si è svolta il 9 ottobre 2022 su un percorso di 174,7 km con partenza da Beerse e arrivo ad Arendonk, in Belgio. La vittoria è andata al belga Tim Merlier, il quale ha completato il percorso in 3h42'06", alla media di 47,195 km/h, precedendo il britannico Mark Cavendish e l'olandese Dylan Groenewegen.
Sul traguardo di Arendonk 92 ciclisti, dei 105 partiti da Beerse, portarono a termine la competizione.

## Squadre e corridori partecipanti
| N.    | Cod. | Squadra                     |
| ----- | ---- | --------------------------- |
| 1-6   | ADC  | Alpecin-Deceuninck          |
| 11-17 | QST  | Quick-Step Alpha Vinyl Team |
| 21-25 | LTS  | Lotto Soudal                |
| 31-35 | COF  | Cofidis                     |
| 41-47 | BEX  | Team BikeExchange-Jayco     |
| 51-57 | BWB  | Bingoal Pauwels Sauces WB   |
| 61-67 | HPM  | Human Powered Health        |
| 71-77 | SVB  | Sport Vlaanderen-Baloise    |
| 81-86 | ARK  | Team Arkéa-Samsic           |

| N.      | Cod. | Squadra                           |
| ------- | ---- | --------------------------------- |
| 91-96   | ABC  | Abloc CT                          |
| 102-107 | BCY  | BEAT Cycling                      |
| 111-117 | EHS  | Elevate p/b Home Solution Soenens |
| 121-127 | EVO  | EvoPro Racing                     |
| 131-137 | MET  | Metec-Solarwatt p/b Mantel        |
| 141-147 | MCT  | Minerva Cycling                   |
| 151-157 | TIS  | Tarteletto-Isorex                 |
| 161-167 | VWE  | VolkerWessels Cycling Team        |

## Ordine d'arrivo (Top 10)
| Pos. | Corridore         | Squadra       | Tempo    |
| ---- | ----------------- | ------------- | -------- |
| 1    | Tim Merlier       | Alpecin       | 3h42'06" |
| 2    | Mark Cavendish    | Quick-Step    | s.t.     |
| 3    | D. Groenewegen    | BikeExchange  | s.t.     |
| 4    | Cédric Beullens   | Lotto         | s.t.     |
| 5    | Christophe Noppe  | Arkéa         | s.t.     |
| 6    | Piet Allegaert    | Cofidis       | s.t.     |
| 7    | Coen Vermeltfoort | VolkerWessels | s.t.     |
| 8    | Pier-André Coté   | Human         | s.t.     |
| 9    | Roger Kluge       | Lotto         | s.t.     |
| 10   | Arne Marit        | Sport Vl.     | s.t.     |